# Kerk van Cirkwehrum
De Kerk van Cirkwehrum (Duits: Cirkwehrumer Kirche ) is het kerkgebouw van de hervormde gemeente in het Oost-Friese Cirkwehrum in de gemeente Hinte (Nedersaksen). Het kerkgebouw werd in 1751 op een warft gebouwd.

## Geschiedenis
In de middeleeuwen behoorde Cirkwehrum tot de proosdij Uttum in het bisdom Münster. Een vroegere kerk in Cirkwehrum werd vermoedelijk in de 15e eeuw gebouwd. Deze gotische kerk werd in het jaar 1751 afgebroken en door de huidige kerk vervangen. Omdat de kleine gemeente de nieuwbouw niet alleen kon financieren, verzocht men de Pruisische autoriteiten om een geldinzameling te mogen houden, met name bij zustergemeenten in Nederland. Tegenwoordig deelt Cirkwehrum met Uttum een predikant.

## Beschrijving
De nieuwe bakstenen kerk werd als een eenvoudige zaalkerk gebouwd. De vier ramen aan de zuidelijke kant zijn spitsbogig, terwijl de noordelijke muur geen ramen kent. In de oostelijke muur zijn nog twee ramen ingebracht.
Het kerkgebouw heeft geen echte klokkentoren. Ter vervanging kent het gebouw een westelijke verlenging van het kerkschip onder hetzelfde dak. Het kleiner formaat baksteen duidt hier op een vernieuwing van de westelijke muur in 1818. De klok werd in 1794 door Mammäus Fremy gegoten. Aan beide kanten van de klokkentoren bevinden zich rondbogige galmgaten, die met houten luiken kunnen worden gesloten. Op het zadeldak bevindt zich een bescheiden dakruiter met een kleine klok.

## Interieur

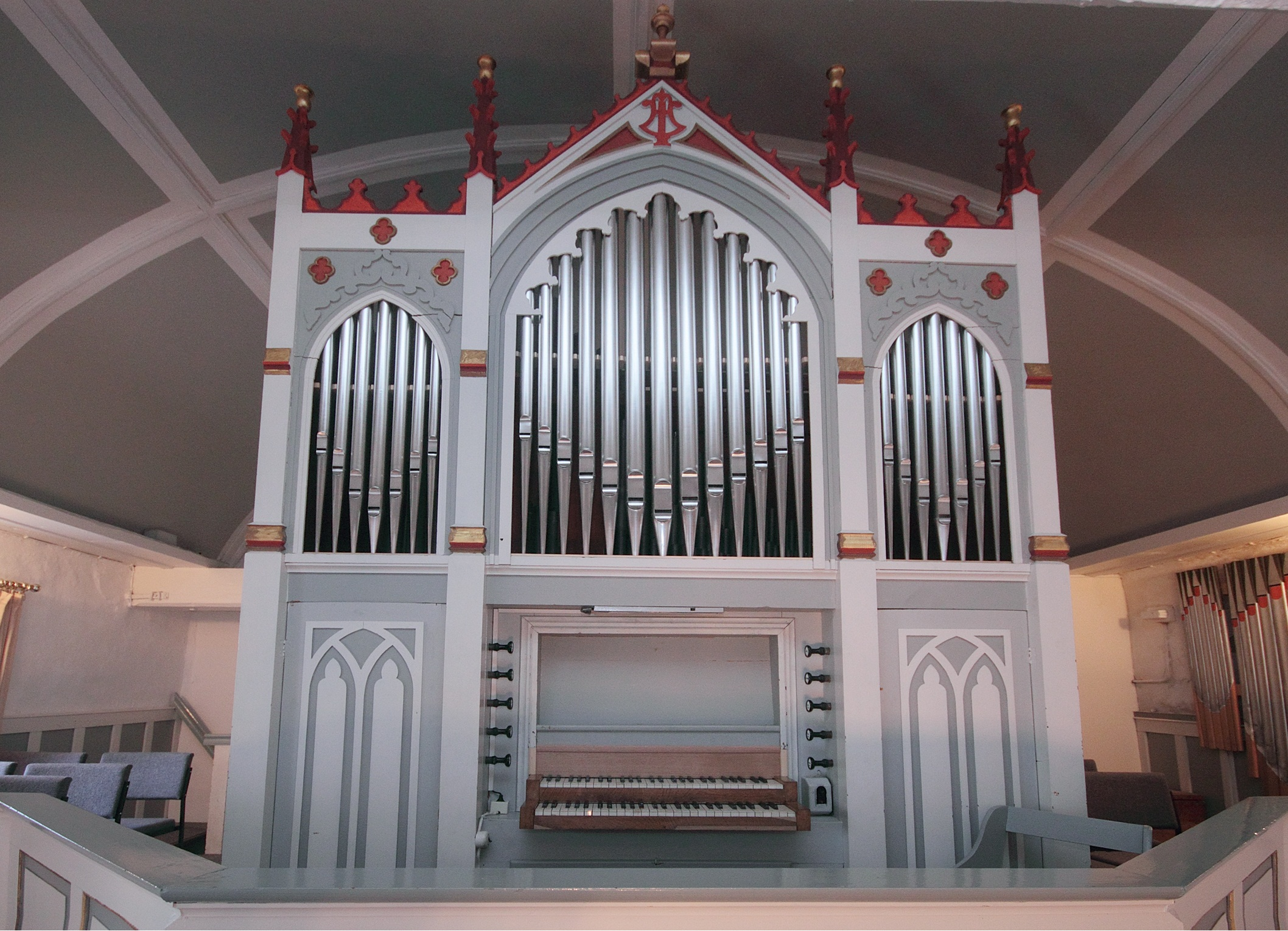
Orgel

Het kerkgebouw wordt overspannen met een houten tongewelf. De in de kerk gevonden grafzerken stammen uit de jaren 1572, 1610 en 1612. Op de laatste zerk worden de zusters Nona en Agundt levensgroot in de dracht van destijds voorgesteld. De grafsteen van een jong overleden predikant werd achter de eenvoudige avondmaalstafel in de vloer gelegd. De houten kastbanken zijn met traliewerk versierd. Uit de bouwtijd van de kerk stamt de kansel met het zeshoekige klankbord. De kansel heeft een plaats gekregen aan de oostelijke muur tussen de beide ramen.
Het kerkorgel werd in de jaren 1877-1879 door de gebroeders Rohlfs gebouwd. Het betreft het laatste orgel van de onderneming en bleef grotendeels bewaard. Het orgel heeft acht registers verdeeld over twee manualen en aangehangen pedaal. Kenmerkend voor het latere werk van Rohlfs is, dat het orgel zonder aliquotregister en mixtuur werd ontworpen. De orgelkas is in neogotische stijl vormgegeven. In de jaren 2012-2013 restaureerde Harm Dieder Kirschner het instrument. Tevens reconstrueerde hij het verloren gegane principaal.